# Box-office France 2011
Cet article traite du box-office cinéma de 2011 en France.
Selon le CNC, avec 217,1 millions de billets vendus en 2011, la fréquentation hexagonale affiche un bilan historique. Il faut remonter à 1966 et ses 234 millions de spectateurs pour avoir un meilleur score.

## Les films à succès

### Le triomphe d'Intouchables
Intouchables fut le succès surprise de la fin d'année 2011. Porté par un excellent bouche à oreille, de très bonnes critiques, et une médiatisation constante, le film est très rapidement devenu un phénomène, similaire à celui qu'avait connu Bienvenue chez les Ch'tis en 2008. Le film enchaîne 5 semaines au-dessus des 2 millions de spectateurs (signant la meilleure cinquième semaine de tous les temps), et 3 autres au-dessus du million, ce qui n'est pas sans rappeler la stabilité de Titanic. À la fin de son exploitation, il atteint 19,49 millions d'entrées (31 % de la population de la France métropolitaine).

### Les films français
Les films français enregistrent 88,63 millions d’entrées (+19,6 % par rapport à 2010). La part de marché du cinéma français s’établit à 40,9 % en 2011.
20 films français ont dépassé le million d'entrées en 2011, et ce ne sont presque exclusivement que des comédies ou des comédies dramatiques. Rien à déclarer, de Dany Boon, même s'il n'est pas parvenu à réitérer l'exploit des Ch'tis, a tout de même attiré plus de 8 millions de spectateurs dans les salles en début d'année, et a gardé la tête du box-office de l'année jusqu'à l'arrivée d'Intouchables. De nombreux films français, pourtant peu attendus à un tel niveau, ont connu un succès au-delà des espérances de leurs producteurs : Polisse (19e, 2,4 millions de spectateurs), Les Femmes du 6e étage (23e, 2,2 millions d'entrées), ou encore Case départ (26e, 1,8 million d'entrées) et Les Tuche (32e, 1,5 million de spectateurs) qui ont réussi à faire leur place parmi les blockbusters américains de l'été. Notons aussi le succès de The Artist, film muet entièrement en noir et blanc, qui a attiré 1,5 million de personnes et connaît un grand succès critique outre-atlantique. Le film de Michel Hazanavicius, qui est ressorti fin janvier 2012, a connu un redémarrage fulgurant à la suite de sa consécration aux César et aux Oscars, ce qui lui a permis d'atteindre les 3 millions d'entrées.
Les seuls films français n'étant pas des comédies, qui ont franchi la barre du million d'entrées, sont au nombre de trois seulement : Polisse, Largo Winch 2 (39e, 1,35 million d'entrées) et Les Lyonnais (45e, 1,2 million d'entrées).
Certains films ont cependant été moins performants qu'espéré : si beaucoup attendaient que Rien à déclarer franchisse les 10 millions d'entrées, ce ne fut pas le cas. En septembre, les deux remakes de La Guerre des Boutons, en l'occurrence La Guerre des boutons et La Nouvelle Guerre des boutons, se sont neutralisés en s'arrêtant aux alentours du million et demi d'entrées.

### Les films étrangers
Les films américains enregistrent 99,34 millions d’entrées (+0,8 % par rapport à 2010). La part de marché du cinéma américain s’établit à 45,9 % en 2011, soit un niveau équivalent à celui de l’année 2005 (45,8 %).
Les films américains et anglophones ont, comme chaque année, une part significative du box-office en France. En effet, de la 3e à la 17e place, il n'y a que des films que les américains ont produit ou réalisé, et sont en majeure partie des suites, des préquelles, ou des reboots. Le premier film étranger au box-office en 2011 n'est autre que l'ultime épisode de la saga Harry Potter, la deuxième partie des Reliques de la Mort, avec 6,5 millions d'entrées. Il est suivi par le premier film d'animation portant sur Tintin, héros de bande dessinée très populaire en France, Les Aventures de Tintin : Le Secret de La Licorne. Bien que le film ait réalisé la meilleure première semaine de l'année, sa fréquentation déclina sévèrement les semaines suivantes, et le film fut par la suite totalement éclipsé par le grand succès d'Intouchables. Il atteint tout de même 5,3 millions d'entrées.
Parmi les films qui ne sont pas issus d'une saga, Le Discours d'un roi connut une longue exploitation, porté par d'excellentes critiques. Il atteint plus de 3 millions d'entrées dans l'hexagone, sans toutefois avoir atteint la place de numéro 1. Black Swan, de la même manière, atteignit 2,6 millions d'entrées sans avoir été numéro 1. Le quatrième épisode de la saga Twilight, Révélation, et Le Chat Potté, ont réalisé aussi d'excellents scores, mais l'incroyable succès d'Intouchables les priva d'une première place hebdomadaire, alors qu'ils avaient réalisé leur première semaine bien au-delà du million d'entrées.
D'autres films d'animation étrangers ont aussi connu un bon succès : Cars 2 du studio Pixar, Les Schtroumpfs de Sony Pictures Animation, Le Chat potté et Kung Fu Panda 2 de DreamWorks, Rio de Blue Sky Studios et Rango ont tous franchi la barre du million.

## Score des suites comparé à leurs prédécesseurs

### Tendance ascendante
- La deuxième partie d'Harry Potter et les Reliques de la Mort réalise 495 645 entrées de plus que la première partie. Le film se classe cinquième au box-office de la saga, derrière le prisonnier d'Azkaban et devant l'Ordre du Phénix. Aux États-Unis et dans le monde, il réalise le record de la saga en accumulant 1,3 Milliard de dollars de recettes et en terminant 3e au box-office de tous les temps.
- Cars 2 gagne 890 052 entrées par rapport au premier film Cars sorti cinq ans plus tôt.
- Transformers 3 : La Face cachée de la Lune (Transformers: Dark of the Moon) confirme la tendance ascendante de la saga. Il réalise 346 184 entrées de plus que le 2e opus et 638 103 de plus que le 1er.
- Fast and Furious 5 réalise le meilleur score de la série. Il fait 705 592 entrées de plus que le 4e volet.
- Very Bad Trip 2 fait mieux que son prédécesseur avec 2 505 081 entrées, soit 503 518 entrées de plus que l'opus précédent.
- Mission impossible : Protocole Fantôme réalise la troisième performance de la saga, derrière les deux premiers volets (soit respectivement 1 719 186 et 1 696 188 entrées de moins), mais devant le 3e (482 282 entrées de plus).
- X-Men : Le Commencement réalise le troisième meilleur score de la franchise, derrière X-Men 2 et X-Men : L'Affrontement final, mais devant X-Men et X-Men Origins: Wolverine. Il attire quelque 137 786 spectateurs de plus que ce dernier.
- Alvin et les Chipmunks 3 confirme la tendance ascendante de la saga avec 1 129 512 entrées de plus que le premier opus et 733 065 entrées que son prédécesseur.
- Tron : L'Héritage franchit la barre du million d'entrées, alors que le premier épisode (Tron) n'y était pas parvenu 29 ans plus tôt.

### Tendance à la baisse
- Pirates des Caraïbes : La Fontaine de Jouvence fait moins bien que les deux précédents volets (1 008 549 entrées de moins que Jusqu'au bout du monde et 1 902 324 en moins par rapport au Secret du coffre maudit), mais il fait cependant mieux que le premier, La Malédiction du Black Pearl (868 552 entrées de plus).
- Twilight - Chapitre IV : Révélation - 1re partie perd respectivement 292 367 et 563 274 spectateurs par rapport à Hésitation et Tentation. Tout comme le Chapitre 3, il reste cependant au-dessus de Fascination (865 711 entrées supplémentaires).
- La Planète des singes : Les Origines fait 729 893 entrées de moins que La Planète des singes de Tim Burton sortie 10 ans plus tôt. Ce score reste toutefois honorable et a redonné un nouveau souffle à cette série dont on pensait avoir fait le tour.
- Kung Fu Panda 2 est en nette baisse avec 585 885 entrées de moins par rapport au 1er opus.
- Largo Winch 2 effectue également une baisse de fréquentation avec 417 578 entrées de moins que le 1.
- Scream 4 réalise le plus mauvais score de la saga qui avait une tendance ascendante à la fin des années 1990. Il fait 1 591 389 entrées de moins que le 3e.

## Les millionnaires
Par pays d'origine des films (Pays producteur principal)
- États-Unis : 30 films
- France : 20 films
- Royaume-Uni : 3 films
- Allemagne : 1 film
- Total : 54 films

| Classement | Titre                                             | Pays | Réalisateur                                     | Box-office France  | Semaines |
| ---------- | ------------------------------------------------- | ---- | ----------------------------------------------- | ------------------ | -------- |
| 1.         | Intouchables                                      |      | Éric Toledano / Olivier Nakache                 | 19 490 688 entrées | 27 (fin) |
| 2.         | Rien à déclarer                                   |      | Dany Boon                                       | 8 150 825 entrées  | 11 (fin) |
| 3.         | Harry Potter et les Reliques de la Mort, partie 2 |      | David Yates                                     | 6 512 424 entrées  | 12 (fin) |
| 4.         | Les Aventures de Tintin : Le Secret de La Licorne |      | Steven Spielberg                                | 5 309 485 entrées  | 14 (fin) |
| 5.         | Pirates des Caraïbes 4 : La Fontaine de Jouvence  |      | Rob Marshall                                    | 4 755 981 entrées  | 13 (fin) |
| 6.         | Le Chat potté                                     |      | Chris Miller                                    | 3 794 833 entrées  | 16 (fin) |
| 7.         | Twilight - Chapitre IV : Révélation - 1re partie  |      | Bill Condon                                     | 3 638 210 entrées  | 11 (fin) |
| 8.         | La Planète des singes : Les Origines              |      | Rupert Wyatt                                    | 3 240 118 entrées  | 12 (fin) |
| 9.         | The Artist                                        |      | Michel Hazanavicius                             | 3 064 827 entrées  | 41 (fin) |
| 10.        | Le Discours d'un roi                              |      | Tom Hooper                                      | 3 024 322 entrées  | 33 (fin) |
| 11.        | Cars 2                                            |      | John Lasseter / Brad Lewis                      | 2 975 790 entrées  | 16 (fin) |
| 12.        | Les Schtroumpfs                                   |      | Raja Gosnell                                    | 2 773 800 entrées  | 16 (fin) |
| 13.        | Kung Fu Panda 2                                   |      | Jennifer Yuh Nelson                             | 2 646 097 entrées  | 16 (fin) |
| 14.        | Transformers 3 : La Face cachée de la Lune        |      | Michael Bay                                     | 2 622 932 entrées  | 9 (fin)  |
| 15.        | Black Swan                                        |      | Darren Aronofsky                                | 2 617 032 entrées  | 14 (fin) |
| 16.        | Fast and Furious 5                                |      | Justin Lin                                      | 2 517 576 entrées  | 10 (fin) |
| 17.        | Very Bad Trip 2                                   |      | Todd Phillips                                   | 2 505 081 entrées  | 11 (fin) |
| 18.        | Mission impossible : Protocole Fantôme            |      | Brad Bird                                       | 2 415 036 entrées  | 9 (fin)  |
| 19.        | Polisse                                           |      | Maïwenn                                         | 2 414 418 entrées  | 27 (fin) |
| 20.        | Alvin et les Chipmunks 3                          |      | Mike Mitchell                                   | 2 402 251 entrées  | 20 (fin) |
| 21.        | Rio                                               |      | Carlos Saldanha                                 | 2 376 481 entrées  | 16 (fin) |
| 22.        | Hollywoo                                          |      | Frédéric Berthe / Pascal Serieis                | 2 350 666 entrées  | 11 (fin) |
| 23.        | Les Femmes du 6e étage                            |      | Philippe Le Guay                                | 2 213 187 entrées  | 22 (fin) |
| 24.        | X-Men : Le Commencement                           |      | Matthew Vaughn                                  | 2 096 575 entrées  | 10 (fin) |
| 25.        | Au-delà                                           |      | Clint Eastwood                                  | 1 905 487 entrées  | 11 (fin) |
| 26.        | Case départ                                       |      | Lionel Steketee / Fabrice Éboué / Thomas Ngijol | 1 799 957 entrées  | 14 (fin) |
| 27.        | Minuit à Paris                                    |      | Woody Allen                                     | 1 739 215 entrées  | 29 (fin) |
| 28.        | Un monstre à Paris                                |      | Éric Bergeron                                   | 1 724 560 entrées  | 12 (fin) |
| 29.        | Thor                                              |      | Kenneth Branagh                                 | 1 714 453 entrées  | 9 (fin)  |
| 30.        | Drive                                             |      | Nicolas Winding Refn                            | 1 580 623 entrées  | 29 (fin) |
| 31.        | La Nouvelle Guerre des boutons                    |      | Christophe Barratier                            | 1 542 231 entrées  | 10 (fin) |
| 32.        | Les Tuche                                         |      | Olivier Baroux                                  | 1 534 491 entrées  | 11 (fin) |
| 33.        | Super 8                                           |      | J. J. Abrams                                    | 1 506 877 entrées  | 8 (fin)  |
| 34.        | L'Élève Ducobu                                    |      | Philippe de Chauveron                           | 1 492 184 entrées  | 10 (fin) |
| 35.        | La Guerre des boutons                             |      | Yann Samuell                                    | 1 480 018 entrées  | 10 (fin) |
| 36.        | Bienvenue à bord                                  |      | Éric Lavaine                                    | 1 422 411 entrées  | 8 (fin)  |
| 37.        | True Grit                                         |      | Joel Coen / Ethan Coen                          | 1 402 149 entrées  | 15 (fin) |
| 38.        | La Fille du puisatier                             |      | Daniel Auteuil                                  | 1 401 319 entrées  | 10 (fin) |
| 39.        | Largo Winch 2                                     |      | Jérôme Salle                                    | 1 350 999 entrées  | 6 (fin)  |
| 40.        | Hugo Cabret                                       |      | Martin Scorsese                                 | 1 285 647 entrées  | 20 (fin) |
| 41.        | Titeuf, le film                                   |      | Zep                                             | 1 267 605 entrées  | 14 (fin) |
| 42.        | Rango                                             |      | Gore Verbinski                                  | 1 259 125 entrées  | 15 (fin) |
| 43.        | Le Fils à Jo                                      |      | Philippe Guillard                               | 1 238 549 entrées  | 14 (fin) |
| 44.        | Tron : L'Héritage                                 |      | Joseph Kosinski                                 | 1 215 956 entrées  | 7 (fin)  |
| 45.        | Les Lyonnais                                      |      | Olivier Marchal                                 | 1 208 076 entrées  | 9 (fin)  |
| 46.        | Real Steel                                        |      | Shawn Levy                                      | 1 101 070 entrées  | 8 (fin)  |
| 47.        | Time Out                                          |      | Andrew Niccol                                   | 1 099 016 entrées  | 10 (fin) |
| 48.        | Scream 4                                          |      | Wes Craven                                      | 1 070 890 entrées  | 8 (fin)  |
| 49.        | Captain America : First Avenger                   |      | Joe Johnston                                    | 1 061 166 entrées  | 7 (fin)  |
| 50.        | Animaux et Cie                                    |      | Reinhard Klooss / Holger Tappe                  | 1 054 619 entrées  | 12 (fin) |
| 51.        | La Chance de ma vie                               |      | Nicolas Cuche                                   | 1 047 705 entrées  | 10 (fin) |
| 52.        | Ma part du gâteau                                 |      | Cédric Klapisch                                 | 1 025 887 entrées  | 10 (fin) |
| 53.        | Sans identité                                     |      | Jaume Collet-Serra                              | 1 003 434 entrées  | 9 (fin)  |
| 54.        | Le Dernier des Templiers                          |      | Dominic Sena                                    | 1 000 723 entrées  | 10 (fin) |

## Les records par semaine
| Semaines    | Titre                                             | Pays      | Réalisateur                     | Entrées   |
| ----------- | ------------------------------------------------- | --------- | ------------------------------- | --------- |
| 1re semaine | Les Aventures de Tintin : Le Secret de La Licorne |           | Steven Spielberg                | 3 158 313 |
| 2e semaine  | Intouchables                                      |           | Éric Toledano / Olivier Nakache | 3 089 973 |
| 3e semaine  | Intouchables                                      | 2 464 504 | Éric Toledano / Olivier Nakache |           |
| 4e semaine  | Intouchables                                      | 2 304 250 | Éric Toledano / Olivier Nakache |           |
| 5e semaine  | Intouchables                                      | 2 000 208 | Éric Toledano / Olivier Nakache |           |
| 6e semaine  | Intouchables                                      | 1 341 402 | Éric Toledano / Olivier Nakache |           |
| 7e semaine  | Intouchables                                      | 1 148 380 | Éric Toledano / Olivier Nakache |           |
| 8e semaine  | Intouchables                                      | 1 142 899 | Éric Toledano / Olivier Nakache |           |
| 9e semaine  | Intouchables                                      | 1 194 986 | Éric Toledano / Olivier Nakache |           |
| 10e semaine | Intouchables                                      | 687 681   | Éric Toledano / Olivier Nakache |           |

## Plus longues durées à l'affiche
| Semaines    | Titre                | Pays                                 | Réalisateur                     |
| ----------- | -------------------- | ------------------------------------ | ------------------------------- |
| 51 semaines | L'Exercice de l'État | France / Belgique                    | Pierre Schoeller                |
| 41 semaines | The Artist           | France / Belgique / États-Unis       | Michel Hazanavicius             |
| 40 semaines | Une séparation       | Iran                                 | Asghar Farhadi                  |
| 33 semaines | Le Discours d'un roi | Royaume-Uni / Australie / États-Unis | Tom Hooper                      |
| 29 semaines | Drive                | États-Unis                           | Nicolas Winding Refn            |
| 29 semaines | Minuit à Paris       | États-Unis / Espagne / France        | Woody Allen                     |
| 29 semaines | Pina                 | Allemagne                            | Wim Wenders                     |
| 28 semaines | Tous les soleils     | France                               | Philippe Claudel                |
| 27 semaines | Intouchables         | France                               | Éric Toledano / Olivier Nakache |
| 27 semaines | Polisse              | France                               | Maïwenn                         |
| 27 semaines | Le Tableau           | France                               | Jean-François Laguionie         |

## Box-office par semaine
| #  | Semaine                           | Film no 1                                         | Pays              | Entrées           |
| -- | --------------------------------- | ------------------------------------------------- | ----------------- | ----------------- |
| 1  | 5 janvier au 11 janvier 2011      | La Chance de ma vie                               |                   | 382 283 entrées   |
| 2  | 12 janvier au 18 janvier 2011     | Le Dernier des Templiers                          |                   | 368 501 entrées   |
| 3  | 19 janvier au 25 janvier 2011     | Au-delà                                           | 776 428 entrées   |                   |
| 4  | 26 janvier au 1er février 2011    | Au-delà                                           | 499 370 entrées   |                   |
| 5  | 2 février au 8 février 2011       | Rien à déclarer                                   |                   | 2 587 056 entrées |
| 6  | 9 février au 15 février 2011      | Rien à déclarer                                   | 1 779 974 entrées |                   |
| 7  | 16 février au 22 février 2011     | Rien à déclarer                                   | 1 263 453 entrées |                   |
| 8  | 23 février au 1er mars 2011       | Rien à déclarer                                   | 984 026 entrées   |                   |
| 9  | 2 mars au 8 mars 2011             | Rien à déclarer                                   | 544 781 entrées   |                   |
| 10 | 9 mars au 15 mars 2011            | Le Rite                                           |                   | 372 683 entrées   |
| 11 | 16 mars au 22 mars 2011           | Ma part du gâteau                                 |                   | 530 847 entrées   |
| 12 | 23 mars au 29 mars 2011           | Rango                                             |                   | 519 450 entrées   |
| 13 | 30 mars au 5 avril 2011           | Rango                                             | 316 041 entrées   |                   |
| 14 | 6 avril au 12 avril 2011          | Titeuf, le film                                   |                   | 367 541 entrées   |
| 15 | 13 avril au 19 avril 2011         | Rio                                               |                   | 600 878 entrées   |
| 16 | 20 avril au 26 avril 2011         | Rio                                               | 543 021 entrées   |                   |
| 17 | 27 avril au 3 mai 2011            | Thor                                              |                   | 895 181 entrées   |
| 18 | 4 mai au 10 mai 2011              | Fast and Furious 5                                |                   | 1 179 765 entrées |
| 19 | 11 mai au 17 mai 2011             | Fast and Furious 5                                | 666 459 entrées   |                   |
| 20 | 18 mai au 24 mai 2011             | Pirates des Caraïbes 4 : La Fontaine de Jouvence  |                   | 1 693 713 entrées |
| 21 | 25 mai au 31 mai 2011             | Pirates des Caraïbes 4 : La Fontaine de Jouvence  | 865 588 entrées   |                   |
| 22 | 1er juin au 7 juin 2011           | X-Men : Le Commencement                           | 937 704 entrées   |                   |
| 23 | 8 juin au 14 juin 2011            | X-Men : Le Commencement                           | 533 751 entrées   |                   |
| 24 | 15 juin au 21 juin 2011           | Kung Fu Panda 2                                   |                   | 865 935 entrées   |
| 25 | 22 juin au 28 juin 2011           | Kung Fu Panda 2                                   | 434 839 entrées   |                   |
| 26 | 29 juin au 5 juillet 2011         | Transformers 3 : La Face cachée de la Lune        |                   | 1 315 020 entrées |
| 27 | 6 juillet au 12 juillet 2011      | Transformers 3 : La Face cachée de la Lune        | 603 561 entrées   |                   |
| 28 | 13 juillet au 19 juillet 2011     | Harry Potter et les Reliques de la Mort, partie 2 |                   | 3 129 485 entrées |
| 29 | 20 juillet au 26 juillet 2011     | Harry Potter et les Reliques de la Mort, partie 2 | 1 426 486 entrées |                   |
| 30 | 27 juillet au 2 août 2011         | Cars 2                                            |                   | 1 047 200 entrées |
| 31 | 3 août au 9 août 2011             | Les Schtroumpfs                                   |                   | 866 439 entrées   |
| 32 | 10 août au 16 août 2011           | La Planète des singes : Les Origines              |                   | 1 321 648 entrées |
| 33 | 17 août au 23 août 2011           | La Planète des singes : Les Origines              | 635 633 entrées   |                   |
| 34 | 24 août au 30 août 2011           | La Planète des singes : Les Origines              | 509 513 entrées   |                   |
| 35 | 31 août au 6 septembre 2011       | Destination finale 5                              |                   | 497 796 entrées   |
| 36 | 7 septembre au 13 septembre 2011  | Sexe entre amis                                   |                   | 233 815 entrées   |
| 37 | 14 septembre au 20 septembre 2011 | La Guerre des boutons                             |                   | 635 321 entrées   |
| 38 | 21 septembre au 27 septembre 2011 | La Nouvelle Guerre des boutons                    | 521 424 entrées   |                   |
| 39 | 28 septembre au 4 octobre 2011    | La Nouvelle Guerre des boutons                    | 298 622 entrées   |                   |
| 40 | 5 octobre au 11 octobre 2011      | Bienvenue à bord                                  | 549 947 entrées   |                   |
| 41 | 12 octobre au 18 octobre 2011     | The Artist                                        |                   | 443 269 entrées   |
| 42 | 19 octobre au 25 octobre 2011     | Polisse                                           |                   | 636 355 entrées   |
| 43 | 26 octobre au 1er novembre 2011   | Les Aventures de Tintin : Le Secret de La Licorne |                   | 3 158 313 entrées |
| 44 | 2 novembre au 8 novembre 2011     | Intouchables                                      |                   | 2 126 545 entrées |
| 45 | 9 novembre au 15 novembre 2011    | Intouchables                                      | 3 089 973 entrées |                   |
| 46 | 16 novembre au 22 novembre 2011   | Intouchables                                      | 2 464 504 entrées |                   |
| 47 | 23 novembre au 29 novembre 2011   | Intouchables                                      | 2 304 250 entrées |                   |
| 48 | 30 novembre au 6 décembre 2011    | Intouchables                                      | 2 000 208 entrées |                   |
| 49 | 7 décembre au 13 décembre 2011    | Intouchables                                      | 1 341 402 entrées |                   |
| 50 | 14 décembre au 20 décembre 2011   | Intouchables                                      | 1 148 380 entrées |                   |
| 51 | 21 décembre au 27 décembre 2011   | Intouchables                                      | 1 142 899 entrées |                   |
| 52 | 28 décembre au 3 janvier 2012     | Intouchables                                      | 1 194 986 entrées |                   |